# Christian Petersen
Christian Petersen (San Isidro, 8 de junio de 1969) es un chef, empresario y personalidad de la televisión argentina. Petersen es sobrino de Tomás Petersen y descendiente directo de Juan de Garay, fundador de la Ciudad de Buenos Aires. 

## Biografía
Petersen dio sus primeros pasos en la cocina en 1986, junto a su madre, Susana Castro Videla, en el colegio Marín y el Club Náutico San Isidro. 
Viajó a París para realizar su aprendizaje formal en la reconocida escuela francesa  Le Cordon Bleu, realizó una especialización en Ritz Escoffier y continuó su formación gastronómica en The Culinary Institute of America.
En 1994 fue parte de un concurso de cocina organizado por Miguel Brascó con el reconocido chef Gato Dumas como jurado, donde obtuvo el primer premio. 
Ha sido cocinero de figuras como Barack Obama, Máxima Zorreguieta, Raúl Alfonsín y Xi Jinping 
Actualmente, se desempeña como profesor universitario de la asignatura Carne, Fuegos y Vegetales en la carrera de Licenciatura en Gastronomía en la Universidad Argentina de la Empresa.
En televisión formó parte de Utilísima con Los Petersen Gourmet.
Intervino en los programas El Banquete, Los Autenticos Petersen, Los Petersen: Recetas Caseras y Maestros del Asado con Roberto Petersen y Dos Fuegos con Felicitas Pizarro emitidos por El Gourmet. También estuvo de invitado en programas de entretenimientos como el gran premio de la cocina y el hotel de los famosos emitido por El Trece. 

## Vida Privada
Estuvo en pareja con Maju Lozano.  Está casado con Sofía Zelaschi, a quien conoce desde 2020. Tiene tres hijos a los que llamo Hans, Francis y Lans.

## Premios
| Año  | Premio                              | Categoría                | Trabajo nominado                                                             | Resultado | Medio      | Ref.   |
| ---- | ----------------------------------- | ------------------------ | ---------------------------------------------------------------------------- | --------- | ---------- | ------ |
| 2022 | Premios Martin Fierro 2022          | Culinario                | Los Petersen en el norte argentino — Christian Petersen y Roberto Petersen   | Ganador   | El Gourmet | [ 16 ] |
| 2022 | Martin Fierro de Cable 2021         | Mejor Programa Culinario | Parrilla para Todos los Días — Felicitas Pizarro y Christian Petersen        | Ganador   | El Gourmet | [ 17 ] |
| 2019 | Martín Fierro de Cable 2018         | Mejor Programa Culinario | Maestros del Asado Segunda Temporada — Christian Petersen y Roberto Petersen | Ganador   | El Gourmet | [ 18 ] |
| 2018 | Premios Martín Fierro de Cable 2018 | Mejor Programa Culinario | Los Petersen, recetas caseras — Christian Petersen y Roberto Petersen        | Ganador   | El Gourmet | [ 19 ] |

## Trayectoria
Televisión

#### Utilísima
- Los Petersen Gourmet (1999-2010)

#### El Gourmet
- Los Autenticos Petersen (2012)
- El Banquete  (2013)
- Buenos sabores. Buenos deseos. Una Navidad Gourmet (2013)
- Los Petersen Vikingos (2014)
- El Banquete II  (2014)
- Maestros del Asado (2016)
- Los Petersen. Recetas Caseras (2017)
- Los Petersen. Recetas Caseras II (2018)
- Maestros del Asado II (2018)
- Los Favoritos de Los Petersen (2018)
- Los Petersen – Pastas y Pizzas (2019)
- Los Petersen en la Patagonia (2020)
- Parrilla para todos los días (2021)
- Días de campo con Los Petersen (2022)
- Los Petersen en el norte argentino (2020)
- Carne y papa (2022)
- Dos Fuegos (2022)
- Los Petersen en México (2023)
- Los Petersen en el litoral (2024)

#### El Trece
- El gran premio de la cocina (2018-2025)
- El hotel de los famosos (2022-2023)

## Libros
- Christian Petersen & Roberto Petersen, Los Petersen, Ed. Mucho Gusto, Bs. As. 2009
- Christian Petersen, Carne y Fuego, Ed. Planeta, Bs. As. 2020
- Christian Petersen, Al Hueso!, Ed. Planeta, Bs. As. 2022
- Christian Petersen, Milanesas, Ed. Catapulta, Bs. As. 2025